# 井上すみれ
井上 すみれ（いのうえ すみれ、1987年〈昭和62年〉 - ）は、ウェザーニューズが放送しているSOLiVE24の元キャスター。東京都出身。東京女子大学卒業。おは天第9期関東エリアの元キャスター。現在はウェザーニューズ社員。

## 略歴
- 1987年 - 東京都に生まれる。
- 2006年11月 - ミス東京女子大学2006に選ばれる。
- 2008年5月1日 - 8月31日 KDDI「EZチャンネル」の動画番組「おは天」の第9期関東エリアキャスター[1]。
- 2008年10月 - SKY PerfecTV!744ch ウェザーニュースの「夜はウェザーニュース」に出演。
- 2009年4月27日 - ウェザーニューズのインターネット動画番組SOLiVE24キャスターに就任（2010年3月31日まで）。
- 2010年4月1日 - ウェザーニューズ入社、営業部に配属されていたが、2015年現在はコミュニケーションデザイン部に所属している[2]。

## 過去の出演番組
ウェザーニューズ「SOLiVE24」
- ソラマド サンセット - 日
- SOLiVE Evening - 木
- ソラマド ムーン - 日、月
- SOLiVE Night - 金

SKY PerfecTV!744ch ウェザーニュースチャンネル
- 夜はウェザーニュース

KDDI EZチャンネル
- おは天 関東エリア担当（2008年5月1日-8月31日）